# 撒旦的面具
《撒旦的面具》，（原名：La maschera del demonio)是1960年在意大利上映一部电影，由马里奥·巴瓦執導 ，由芭芭拉·斯蒂尔、约翰·理查森等主演的剧情片，该电影主要讲述一些人为了应对被诬陷成巫女的诅咒的故事。

## 電影內容
很多年以前一个女子被其兄弟诬陷成巫女，并被施以火刑，临死前，她决定每过一百年，弟弟家族得后代就会有人死去。
其后又过了很久，一个老教授和其学生在一次外出中遇到了一个美丽的少女，后经过一段时间的生活，他们逐渐明白了这位少女家族的秘密。并且今年又是那个被施以火刑的女子诅咒的日子。
并且在这之后，老教授意外死于曾经被火刑处罚，现在妄图复活的女子。
虽说这个被火邢处罚的女子用了很多可以让自己复活的办法，但是最后在大家的努力下，这个女子最重再次死于火刑，并且其诅咒的计划也没成功……

## 演员表
- 芭芭拉·斯蒂尔
- 约翰·理查森
- 安德烈·切齐
- 伊沃·加拉尼
- 阿尔图罗·多米尼奇
- 恩里科·奥利维耶里
- 安东尼奥·皮耶尔费代里奇
- 迪诺·比安奇
- 克拉拉·宾迪
- 雷纳托·泰拉
- George Gonneau[5]

## 備註
1. ↑  《电影指南（上）》中的介绍
2. ↑  fangoria magazine 杂志中的介绍
3. ↑  CURTI, Robert于2015年所著书籍《Italian Gothic Horror Films》, 1957–1969. McFarland. ISBN 978-1-4766-1989-7
4. ↑   Lucas, Tim. Mario Bava  《All the Colors of the Dark》Video Watchdog. ISBN 978-0-9633756-1-2.
5. ↑  .   [2022-01-25]. （原始内容存档于2022-01-25）.